# Расолько, Андрей Евгеньевич
Андре́й Евге́ньевич Расо́лько (бел. Андрэй Яўгенавіч Расолька; 13 сентября 1968, Минск, СССР) — советский и белорусский хоккеист, нападающий, Заслуженный мастер спорта Республики Беларусь (2002). Тренер.

## Биография
Играл за «Динамо» (Минск) в чемпионате СССР.
В сезоне 1993/94 выступал в польском Подхале Новы-Тарг, с которым стал чемпионом страны.
Участник Олимпийских игр 2002 года в Солт-Лейк-Сити.
Участник чемпионатов мира 1996 (группа «B»), 1997 (группа «B»),
2002 (див. 1), 2003, 2004 (див. 1).
За национальную сборную Белоруссии выступал с 1996 по 2004 год. Провёл 73 матча.

## Достижения
- Чемпион Спартакиады народов СССР (1986).
- Серебряный призёр молодёжного чемпионата мира (1988).
- Третий призёр Большого приза Санкт-Петербурга (1993).
- Чемпион Белоруссии (1993).
- Чемпион Польши (1994).
- Бронзовый призёр чемпионата России (2001).

### Тренерская карьера
- 2005—2006: тренер ХК «Юность-Минск»
- 2006—2007: главный тренер «Юниор» Минск
- 2007: главный тренер молодёжной (до 20 лет) сборной Белоруссии
- 2008—2009: главный тренер ХК «Витебск»
- 2010—2012: тренер ХК «Юность-Минск»
- 2012 — 17.11.2012: главный тренер МХК «Юность»
- с 2012: тренер «Юниор» Минск

### Статистика (главный тренер)
(данные до 2012 года не приведены)
Последнее обновление: 30 апреля 2013 года
| Команда    | Турнир-сезон | Регулярный сезон | Регулярный сезон | Регулярный сезон | Регулярный сезон | Регулярный сезон | Регулярный сезон | Регулярный сезон | Регулярный сезон | Плей-офф | Плей-офф | Плей-офф  |
| Команда    | Турнир-сезон | И                | В                | ВО/ВБ            | Н                | ПО/ПБ            | П                | О                | Результат        | В        | П        | Результат |
| ---------- | ------------ | ---------------- | ---------------- | ---------------- | ---------------- | ---------------- | ---------------- | ---------------- | ---------------- | -------- | -------- | --------- |
| МХК Юность | МХЛ 2012-13  | 30               | 2                | 2                | —                | 4                | 22               | 12               | уволен           |          |          |           |